# آمنه کاکه‌باوه
آمنه کاکه باوه (به کُردی: امینه کاکه باوه)  (زادهٔ ۶ دسامبر ۱۹۷۰) سیاستمدار و عضو پیشین حزب چپ سوئد و از سال ۲۰۰۸ میلادی، یکی از نمایندگان ریکسداگ است.
او از کردهای ایران است و پیش از مهاجرت به سوئد از طریق ترکیه، یکی از اعضای حزب کومله کردستان ایران و یک جنگاور پیشمرگه بود. کاکه باوه دارای مدرک کارشناسی ارشد در رشتهٔ مددکاری اجتماعی از دانشگاه استکهلم است و پیش از عضویت در مجلس سوئد به عنوان مددکار اجتماعی فعالیت می‌کرد.
در سال ۲۰۱۹ وی پس از یک پیشینه عمیق در درگیری فکری و سیاسی با دبیران و همچنین رهبری حزب به اخراج تهدید شد. اما قبل هرگونه اقدام سیاسی عملی، او داوطلبانه حزب را ترک کرد.